# Салютний провулок (Київ)
Салю́тний прову́лок — провулок у Шевченківському районі міста Києва, місцевість Нивки. Пролягає від Салютної вулиці до вулиці Януша Корчака.
Прилучається Салютний проїзд.

## Історія
Провулок виник у середині XX століття під назвою Новий. Сучасна назва — з середини 1950-х років.